# Жалаири, Омирали Шакарапулы
Омирали Шакарапулы Жалаири (каз. Өмірәлі Шакарапұлы Жалаири; 27 сентября 1942, с. Бериктас, Кербулакского района, Алматинская область, КазССР) — доктор юридических наук, известный ученый, Академик высшей школы РК, профессор, член-корреспондент Петровской Академии наук и искусств Российской Федерации, член академии Санкт-Петербургской арктической академии наук, член Совета по правовой политике при Президенте Республики Казахстан, Президент Криминологической Ассоциации РК. Автор более 200 научных трудов.

## Биография
Родился 27 сентября 1942 года в селе Бериктас, Кербулакского района, Алматинской области.
В 1963 году окончил среднюю школу села Чубар Кербулакского района.
После окончания школы работал учителем математики средней школы с. Бериктас Гвардейского района. В это же время был призван в ряды Советской Армии. За отличную воинскую службу был награжден медалью Президиума Верховного Совета СССР «20 лет Победы над фашистской Германией», неоднократно поощрялся грамотами и был рекомендован в ряды КПСС.
После демобилизации из рядов Вооруженных сил СССР в 1966 г., работал в органах внутренних дел Алматинской области. За отличную службу был направлен на юридический факультет Казахского государственного университета имени С. М. Кирова. Как один из лучших выпускников вуза, О. К. Копабаев (Жалаири Өмірәлі Шакарапұлы) поступает в аспирантуру КазГУ. Защитил кандидатскую диссертацию на тему «Взаимоотношения исполнительных комитетов регионального совета с вышестоящими подведомственными предприятиями» под руководством известного ученого, члена-корреспондента Академии наук Республики Казахстан, доктора юридических наук, профессора С. С. Сартаева. После успешного окончания аспирантуры работал ассистентом, старшим преподавателем, доцентом и заведующим одной из ведущим кафедрой конституционного и административного права юридического факультета КазГУ. За время работы активно участвовал в общественной жизни факультета и университета, был секретарем партбюро юридического факультета. В обзоре ВАК СССР за 1980 год диссертационное исследование О. К. Копабаева (Жалаири Өмірәлі Шакарапұлы) было признано одной из лучших научных работ, вносящих важный вклад в развитие советской юридической науки.
В 1993 году с благословения академика Динмухамеда Ахметовича Кунаева организовал одно из первых частных высших учебных заведений — Гуманитарный институт им. Д. А. Кунаева. 12 января 1999 г. институт был преобразован в университет с целью подготовки высококвалифицированных специалистов. Ныне ВУЗ называется Евразийская юридическая академия им. Кунаева.
В 2000 году О. Ш. Жалаири успешно защитил диссертацию на тему: «Конституционно-правовые основы организации и функционирования государственной власти Республики Казахстан (проблемы теории и практики)», представленную на соискание ученой степени доктора юридических наук.
С 2003 года профессор Жалаири является членом Совета по правовой политике при Президенте Республики Казахстан и принимает активное участие в обсуждении актуальных для всей страны вопросов построения Казахстана как истинно правового государства. В 2005 году было сформировано Республиканское Объединение «Юристы за справедливые выборы», председателем Правления которого, а также председателем Координационного Совета Комитета по контролю за выборами Президента Республики Казахстан по Алматинской области был избран Өмірәлі Шакарапұлы Жалаири.
В 2007 году на этапе конституционного реформирования профессор Жалаири году был членом Рабочей группы по разработке изменений и дополнений в действующую Конституцию Республики Казахстан. В 2017 году профессор Жалаири был назначен членом Рабочей комиссии по вопросам перераспределения полномочий между ветвями государственной власти. Профессор Жалаири является президентом Казахстанской криминологической ассоциации и представителем от Средней Азии и Казахстана в Союзе криминалистов и криминологов России, член Международного союза юристов.

## Публикации
- «В сфере пристального внимания» Алматы, 1988
- «Мусульманское право» Алматы
- «Конституционное право зарубежных стран» Алматы

## Награды
Государственные награды Казахстана:
- орден «Құрмет»
- орден «Парасат»
- почетный гражданин Алматинской области
- почетное звание и медаль «Заслуженный деятель Республики Казахстан»
- юбилейная медаль «К 10-летию Конституции»
- юбилейная медаль «К 15-летию Казахстанской полиции»
- юбилейная медаль «К 20-летию Конституции»
- нагрудный знак «Отличник образования Республики Казахстан» (2000 г.)
- нагрудный знак «За заслуги в развитии науки РК» (2008 г.)
- нагрудный знак «Алтын барыс»
- грамоты МОН РК
- «Қазақстанның еңбек сіңірген қайраткері". За многолетний и добросовестный труд на благо Родины, подготовку высококвалифицированных юридических кадров, Указом Президента Н. А. Назарбаева от 5 декабря 2012 г. ему присвоено высокое почетное звание «Қазақстанның еңбек сіңірген қайраткері".
- Благодарность Президента Республики Казахстан (2007 г.)
- Почетная грамота Министерства Юстиции РК «За долголетний безупречный труд в органах юстиции» (2002 г.)
- звание «Почетный юрист Казахстана»
- другие медали

Государственные награды РФ:
- орден «Польза, честь и слава» (2007 г.)

Государственные награды Кыргызской Республики:
- медаль Кыргызской Государственной юридической академии «УКУК» (2009 г.)